# Novopokrovka (Khàrkiv)
|  | Per a altres significats, vegeu «Novopokrovka». |

Novopokrovka (en ucraïnès i en rus Новопокровка) és una vila de la província de Khàrkiv, Ucraïna. El 2021 tenia 4.723 habitants.